# Grabarje (Podcrkavlje)
Grabarje es una localidad de Croacia en el ejido del municipio de Podcrkavlje, condado de Brod-Posavina.

## Geografía
Se encuentra a una altitud de 117 msnm a 200 km de la capital nacional, Zagreb.

## Demografía
En el censo 2011 el total de población de la localidad fue de 286 habitantes.
| Gráfica de población de Grabarje 1857-2011                          |
|                                                                     |
| Según los censos de población de la oficina estadística de Croacia. |